# Mount Bates
Mount Bates – najwyższy szczyt na wyspie Norfolk będącej terytorium zależnym Australii.